# Agnieszka Makowska
Agnieszka Makowska (ur. 25 lutego 1982 roku) – polska koszykarka grająca na pozycji niskiej lub silnej skrzydłowej.
Reprezentantka kraju grająca od sezonu 2014 w barwach Energi Toruń

## Przebieg kariery
- 1996-1997 –  UKS Jedynka Łódź
- 1997-2001 –  MTK Pabianice (kontynuator tradycji sportowych Włókniarza Pabianice)
- 2001-2005 –  ŁKS Łódź
- 2005-2007 –  KS Odra Brzeg
- 2007-2009 –  Tęcza Leszno
- 2009 –  Iniexsa Extremadura Caceres 2016 (druga liga)
- 2009-2010 –  ŁKS Łódź
- 2010-2011 –  INEA AZS Poznań
- 2012- 2014  AZS PWSZ Gorzów Wielkopolski
- 2014 -  Energa Toruń

## Osiągnięcia
Drużynowe
- Mistrzyni Polski AZS w grach zespołowych (2010)[1]

Indywidualne
- Najlepsza zawodniczka defensywna mistrzostw Polski AZS w grach zespołowych (2010)[1]